# Mary Beal
Pour les articles homonymes, voir Beal.
Mary Beal (née en 1878, morte en 1964) est une botaniste américaine qui a passé la plus grande partie de sa vie à Daggett en Californie, vivant dans le ranch du juge Dix Van Dyke.

## Biographie
Elle a migré avec sa famille originaire de l'Illinois vers la Californie. Après avoir contracté une pneumonie, elle se rend à Daggett.
En tant que botaniste, elle a collecté de nombreux spécimens dont une grande partie sont conservés à l'Université de Californie à Berkeley. Elle utilisait aussi la photographie.
Elle a tenu une rubrique dans Desert Magazine entre 1939 et 1953. Elle a notamment assisté le naturaliste John Burroughs.
Sa contribution à la connaissance de la botanique du désert de Mojave est commémorée au Mojave National Preserve. Certains de ses articles sont conservés par l'association Mojave Desert Heritage. D'autres documents et spécimens sont conservés à l'Université de Californie.